# Mir (servidor gráfico)
Mir es un servidor gráfico para Linux desarrollado por Canonical Ltd. El objetivo de Mir es reemplazar el X Window System en Ubuntu.

## Historia
En noviembre de 2010, Mark Shuttleworth escribió que el futuro de Unity sería correr sobre el servidor gráfico Wayland. Además, Wayland sería el servidor usado para las versiones móviles del sistema operativo. Durante los siguientes 2 años, Canonical expresó sus intenciones de incorporar Wayland a la distribución para manejar aspectos gráficos del inicio, pero estos planes nunca llegaron a hacerse realidad. El 21 de febrero de 2013, Canonical anunció el proyecto Ubuntu Touch, una versión de Ubuntu para dispositivos móviles. La primera versión de Ubuntu Touch usa SurfaceFlinger, el servidor gráfico de Android. El 6 de marzo de 2013, Canonical hizo público el proyecto Mir. Mir consiste en un servidor gráfico destinado a correr en todas las versiones de Ubuntu, tanto de escritorio como en dispositivos móviles, reemplazando a SurfaceFlinger en estos últimos.

## Desarrollo
En la página de especificaciones de Mir se detallan las metas de proyecto:
- Mayo de 2013 -- Completar los primeros pasos para integrar Unity Next con Mir y ofrecer a los desarrolladores una plataforma donde poder comenzar a desarrollar y prototipar.
- Octubre de 2013 -- Mir y Unity estarán completamente integrados con el resto del sistema en la plataforma móvil. En escritorios y laptops se seguirá usando un servidor X como cliente de Mir para ofrecer un modo de compatibilidad.
- Abril de 2014 -- Todos los dispositivos que corran Ubuntu convergerán a usar Mir. Este será usado tanto en escritorio como en dispositivos móviles. Aun así, se seguirá manteniendo un servidor X como cliente para las aplicaciones de terceros que no utilicen Mir de forma nativa.

Finalmente, Canonical Ltd anunció que la versión 14.04 LTS seguirá usando X.Org como servidor gráfico por defecto debido a que no estaba del todo listo para ser usado en una versión LTS y podría dar problemas de estabilidad a largo plazo. Ocurre lo mismo con la versión 16.04 LTS. Se esperaba ver en la versión 18.04 LTS, pero Shuttleworth decidió echar marcha atrás en la versión 17.10 Mir, y con ello Unity, reemplazando finalmente X.Org por Wayland.